# 1 Pułk Lotnictwa Myśliwskiego
1 Pułk Lotnictwa Myśliwskiego „Warszawa” im. gen. bryg. pil. Stefana Pawlikowskiego (1 plm) – oddział lotnictwa myśliwskiego ludowego Wojska Polskiego i Sił Zbrojnych RP.

## Formowanie i szkolenie
20 sierpnia 1943 roku 1 Samodzielna myśliwska eskadra lotnicza stacjonująca na lotnisku Grigoriewskoje w obwodzie riazańskim (ZSRR) została przeformowana w 1 pułk lotnictwa myśliwskiego. Jednostka została zorganizowana według sowieckiego, wojennego etatu Nr 015/284 myśliwskiego pułku lotniczego (ros. истребительный авиаполк). Lotnicy pułku złożyli przysięgę 28 maja 1944 roku.

## Walki pułku
23 sierpnia pułk przeszedł chrzest bojowy, osłaniając działania lotnictwa szturmowego w rejonie Warki. We wrześniu 1944 roku wspierał oddziały walczące na przyczółku czerniakowskim. W czasie walk o Jabłonnę i Legionowo piloci pułku osłaniali działania piechoty i niszczyli cele naziemne.
Podczas ofensywy styczniowej myśliwce osłaniały przeprawę wojsk przez Wisłę i atakowały wycofujące się kolumny niemieckie. W czasie walk na Wale Pomorskim pułk zabezpieczał działania w rejonie Mirosławca, prowadził rozpoznanie w rejonie Chojnic, Piły i Szczecinka. Następnie wspierał natarcie na Kołobrzeg i atakował niemieckie konwoje na Bałtyku. Dzięki rozpoznaniu pilotów myśliwskich wykryto na wyspie Chrząszczewskiej wyrzutnię pocisków V 2, co umożliwiło szturmowcom 3 pułku zbombardowanie tej wyrzutni.
W operacji berlińskiej 1 pułk osłaniał przeprawę wojsk przez Odrę i walczył z myśliwcami niemieckimi. 7 maja piloci pułku wykonali ostatni lot bojowy.
Za zasługi w walce sztandar bojowy pułku udekorowany został Orderem Virtuti Militari V klasy.

## Okres powojenny
Bezpośrednio po zakończeniu działań wojennych pułk przebazował się na lotnisko w Bydgoszczy. W lipcu 1945 r. został przeniesiony do Modlina i tu został przeniesiony na etat pokojowy 236 wojskowych i 1 pracownik kontraktowy oraz został podporządkowany 1 Myśliwskiej Dywizji Lotniczej. 30 października 1946, po rozformowaniu 1 MDL, został podporządkowany bezpośrednio dowódcy Wojsk Lotniczych.
W 1948 roku pułk został przebazowany na lotnisko w Bemowie, a w 1956 roku na nowe lotnisko w Mińsku Mazowieckim. Na nim pozostawał do momentu rozformowania.
W maju 1950 pułk został podporządkowany dowódcy 5 Dywizji Lotnictwa Myśliwskiego OPL.
6 lipca 1957 roku pułk został włączony w skład 1 Korpusu Obrony Przeciwlotniczej Obszaru Kraju, który w 1962 został przemianowany na 1 Korpus Obrony Powietrznej Kraju, a 1 lipca 1990 na 1 Korpus Obrony Powietrznej. We wrześniu 1996 roku został podporządkowany 2 Korpusowi Obrony Powietrznej.
W czerwcu 1993 roku pułk zawarł „bliźniaczy związek”: z 2 eskadrą myśliwską z Dijon, tym samym kontynuował lotnicze tradycje polsko-francuskie.
Na podstawie rozkazu szefa Sztabu Generalnego Wojska Polskiego nr 307 z 23 października 2000 pułk został rozformowany. Na bazie rozformowanego pułku powstała 1 Eskadra Lotnictwa Taktycznego i 23 Baza Lotnicza.

## Dowództwo i piloci pułku
Okresu wojny
Dowództwo
- Dowódcy pułku:

kpt. pilot obs./mjr pil. Tadeusz Wicherkiewicz do grudnia 1943
ppłk pil. Iwan Tałdykin
mjr pil. Wasyl Gaszyn – od 8 V 1945
- Zastępca ds. polityczno–wychowawczych – kpt. pil. Medard Konieczny (od 8 V 1945 kpt. pil. Michał Jakubik)[10]
- Zastępca dowódcy ds. pilotażu – mjr pil. Mikołaj Bujewicz
- Szef Sztabu – ppłk Alfons Mikłaszewicz[10]
- Inżynier pułku – kpt. inż. Karol Jadacki
- Pomocnik dowódcy pułku ds. strzelania powietrznego – kpt. pil. Oleg Matwiejew (od 8 V 1945 kpt. Włodzimierz Bojew)[10]

Piloci 1 eskadry
- kpt. Stanisław Lisiecki – dowódca eskadry
- chor. Edward Chromy, chor. Jan Gołubicki, chor. Ryszard Horodecki, ppor. Wiktor Kalinowski, chor. Jerzy Kozak, chor. Jakub Lewitin, chor. Włodzimierz Suszek, ppor. Aleksander Wierzbicki, por. Karol Wysoczyński, por. Józef Zacharżewski

Piloci 2 eskadry
- por. Wasyl Gaszyn – dowódca eskadry
- chor. Ryszard Ber, chor. Wiesław Bobrowski, por. Włodzimierz Bojew, chor. Aleksander Broch, chor. Jerzy Czownicki, ppor. Witold Gabis (od 8 V 1945 dowódca eskadry[10]), chor. Józef Gościumiński, chor. Dymitr Kotek, chor. Stefan Łazar, chor. Kazimierz Rutenberg, chor. Władysław Żurawski

Piloci 3 eskadry
- mjr Tadeusz Wicherkiewicz – dowódca eskadry
- chor. Czesław Bogusiewicz, chor. Mikołaj Chaustowicz, chor. Czesław Chodorowski, ppor. Mikołaj Jakubik, ppor. Stanisław Łobecki, chor. Mieczysław Podgórski, chor. Wiktor Poruczniczak, ppor. Anatoliusz Sadowski, ppor. Walerian Sztakhaus (od 8 V 1945 dowódca eskadry[10]), chor. Juliusz Szwarc, chor. Roman Wierzchnicki

Okres powojenny

Dowódcy pułku:

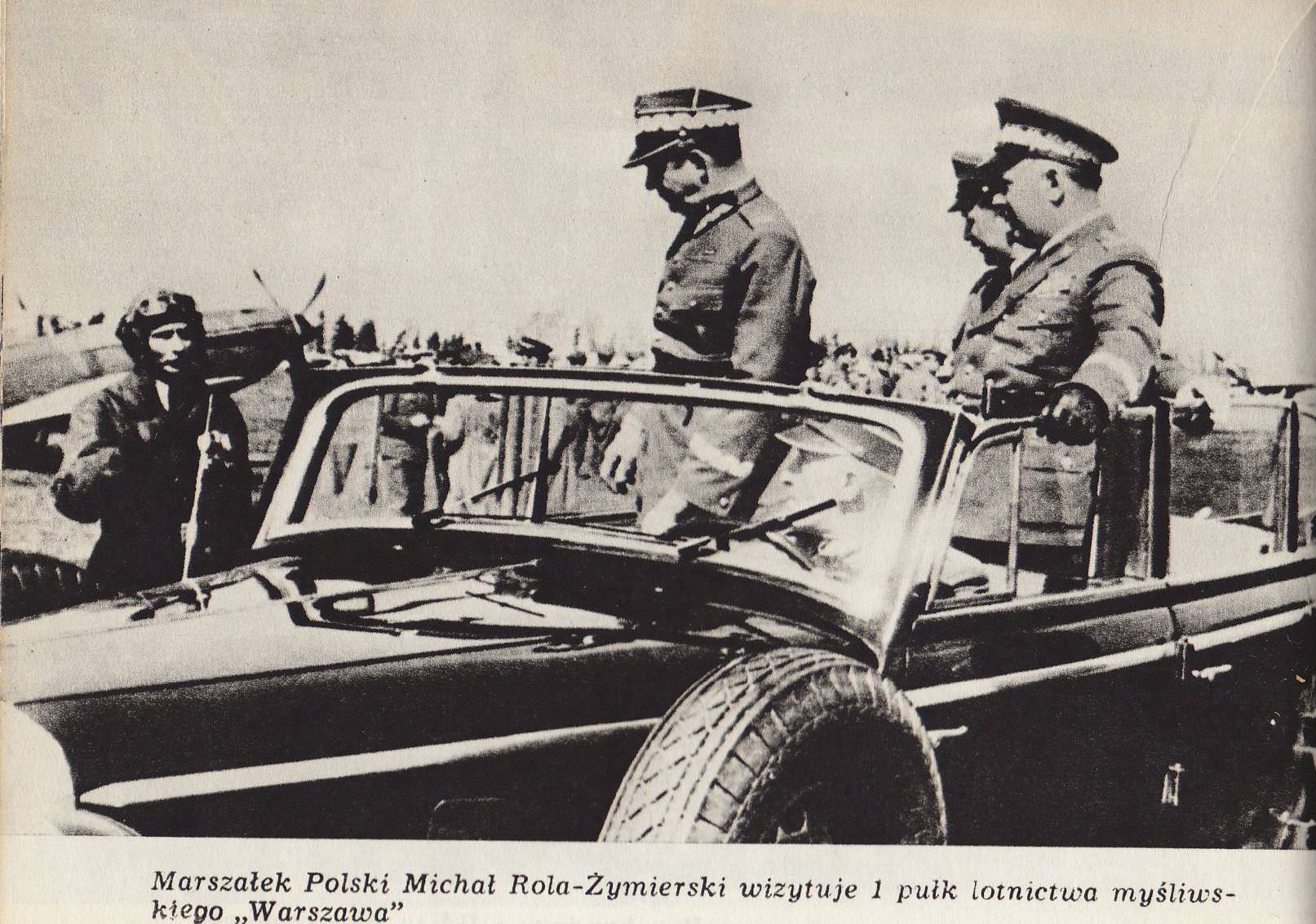
Marszałek Polski Michał Rola Żymierski wizytuje pułk

- ppłk pil. Michał Bujewicz 1945 – 1946
- ppłk pil. Tadeusz Wicherkiewicz 1946 – 1948
- ppłk pil. Jan Frey-Bielecki 1948 – 1949
- ppłk pil. Wasyl Bystrow 1949 – 1951
- ppłk pil. Tadeusz Krepski 1952 – 1953
- ppłk pil. Stefan Płoszański 1953 – 1955
- ppłk pil. Lucjan Kałkus 1955 – 1962
- ppłk pil. Stanisław Mielczarek 1963 – 1964
- płk pil. Ryszard Grundman 1964 – 1973
- ppłk pil. Roman Harmoza 1973 – 1977
- płk pil. Henryk Agnieszczak 1978 – 1983
- płk pil. Czesław Biszkowiecki 1983 – 1988
- płk pil. Zenon Kida 1988 – 1990
- płk pil. Lech Majewski 1990 – 1993
- ppłk pil. Sławomir Dygnatowski 1993 – 1998
- ppłk pil. Włodzimierz Usarek 1998 – 2000

Oficerowie:
- Andrzej Dobrzeniecki

Odznaczeni Srebrnym Krzyżem Orderu Virtuti Militari (od 23 VIII 1944 do XII 1945 r.)
1. mjr Wasyl Gaszyn
2. kpt. Włodzimierz Bojew
3. por. Wiesław Bobrowski
4. ppor. Wiktor Kalinowski
5. ppor. Władysław Żurawski

## Uzbrojenie pułku
Podstawowym samolotem myśliwskim pułku w latach 1943–1946 był Jak-1. Szkolenie pilotów prowadzono na samolotach UT-2, Po-2, a następnie na Jak-7.
W okresie bazowania na lotnisku w Bemowie wyposażono pułk w samoloty Jak-17 i Jak-23, a następnie – MiG-15/Lim-l, MiG-15 bis/Lim-2.
W Mińsku Mazowieckim, w 1963 roku otrzymał samoloty MiG-21, a w roku 1989 – MiG-29.

## Tradycje pułku
Pułk 19 maja 1993 roku otrzymał imię gen. bryg. pilota Stefana Pawlikowskiego oraz przejął dziedzictwo i tradycje:
- 7 eskadry myśliwskiej
- 19 eskadry myśliwskiej
- 111 eskadry myśliwskiej im. Tadeusza Kościuszki (1921-1939)
- 113 eskadry myśliwskiej z 1 pułku lotniczego (1933-1939)
- 145 dywizjonu myśliwskiego warszawskiego (1940)
- 303 dywizjonu myśliwskiego „Warszawskiego” im. Tadeusza Kościuszki
- 316 dywizjonu „Warszawskiego”

Piloci 1 eskadry nosili godło 111 eskadry myśliwskiej (303 dywizjonu), a piloci 2 eskadry – godło 113 eskadry myśliwskiej (316 dywizjonu).

## Sztandar pułku
Sztandar ufundowany przez Związek Patriotów Polskich został wręczony pułkowi 1 stycznia 1944 roku w Grigoriewskoje. Uroczystego wręczenia sztandaru dokonał zastępca dowódcy 1 Korpusu Polskich Sił Zbrojnych w ZSRR, gen. bryg. Karol Świerczewski
Opis sztandaru:

Płat o wymiarach 60 × 57 cm, obszyty z trzech stron żółtą frędzlą, przymocowany do drzewca za pomocą dwóch czerwonych i dwóch białych tasiemek i kółek. Drzewce z ciemnego politurowanego drewna, z dwóch części skręcanych za pomocą okuć mosiężnych. Głowica w kształcie orła wspartego na cokole skrzynkowym z napisem: 1 PUŁK LOTNICZY „WARSZAWA”. Przy drzewcu wstęga Orderu Virtuti Militari.
Strona główna:

Czerwony krzyż kawalerski, pola między ramionami krzyża białe. Pośrodku aplikowany z białego jedwabiu i haftowany biało-szarą nicią orzeł w otoku wieńca laurowego. Wieniec aplikowany z żółtego jedwabiu, haftowany żółtym jedwabiem i nićmi biało-beżowymi. Na ramionach krzyża haftowany żółtą nicią napis: „HONOR I OJCZYZNA” i „ZA NASZĄ I WASZĄ WOLNOŚĆ”.
Strona odwrotna:

Rysunek jak na stronie głównej. Pośrodku aplikowany i haftowany kolorowymi nićmi wizerunek płonącego Starego Miasta, w otoku wieńca. Pod wizerunkiem żółtą nicią napis: 1 PUŁK LOTNICZY „WARSZAWA”. Na białych polach haftowane gałązki jak wieniec lauru, na dwóch górnych ponad gałązkami daty: „1939 1–27.IX” i „1943 11.XI”.

## Odznaki
Odznaka pułkowa

Odznaka w kształcie okrągłej tarczy pokrytej ciemnogranatową, emalią i otoczonej stalowym wieńcem laurowym. Na tarczę nałożona złota stylizowana syrenka, trzymająca czerwoną tarczę ze złotym numerem 1. Przed syrenką, na tarczy, umieszczone są srebrne stylizowane inicjały pułku PLM. Nad syrenką dwa błękitne skrzydła, a pod nią błękitny obłok z rokiem 1921. Skrzydła i obłok wystają, poza obręb tarczy odznaki.
Odznaka 1 eskadry

Odznaka w kształcie białej okrągłej tarczy przeciętej skrzyżowanymi srebrnymi kosami założonymi na sztorc. Na brzegu tarczy okrąg utworzony z piętnastu czarnych gwiazdek pięcioramiennych, na którego dole umieszczono srebrny napis 1 elm. Wnętrze tarczy pokrywają biało-czerwone pasy, w których centrum znajduje się czarno-czerwona czapka Krakusa z pawim piórem. Cztery końce kos wystają poza krawędź tarczy.
Odznaka 2 eskadry

Odznakę stanowi trójkątna równoramienna tarcza ze złoconymi krawędziami, wypełniona jasnoniebieską emalią. Na tarczy widnieje złoto-czarna sowa z rozwiniętym skrzydłem. Na odznace napis 2 elm.

## Rola w filmie
Pułk odegrał ważną rolę w filmie „Na niebie i na ziemi” (premiera w 1974), który miał w zamyśle być produkcją rozmachu przedwojennej Gwiaździstej eskadry.